# Kościół św. Katarzyny w Gościeszowicach
Kościół pw. św. Katarzyny w Gościeszowicach – rzymskokatolicki kościół filialny w Gościeszowicach, w powiecie żagańskim, w województwie lubuskim. Do rejestru zabytków wpisany został 27 marca 1961 pod numerem 228 (budynek bramny pod tym samym numerem wpisano do rejestru 5 lipca 1963).

## Historia
Kościół w stylu gotyckim (orientowany) wzniesiono w drugiej połowie XIII wieku, a później uległ kilku przebudowom, m.in. w XVI wieku ubogacono wyposażenie wnętrza, a w XVII wieku dostawiono zakrystię. Po 1945 obiekt był kilkakrotnie remontowany. 

## Architektura
Od strony północnej do nawy przybudowano kaplicę grobową von Kittlitzów w stylu klasycystycznym (około 1800). W mury kościoła wmurowano kilka płyt nagrobnych (XVI-XVII wiek). Na stropie namalowana jest polichromia z XVII wieku. Obiekt otacza mur z dwoma budynkami bramnymi. Jeden z nich pochodzi z XVI wieku (ostrołukowy), a drugi z XVII wieku (wejście o łuku półkolistym).

## Wyposażenie
Wewnątrz znajduje się ołtarz (pentaptyk z predellą), który stworzony został przez artystę zwanego Mistrzem ołtarza z Gościszowic. W kościele został umieszczony w 1505. Ponadto istnieje empora organowa z 1593, barokowa ambona oraz rokokowe sakramentarium.